# Чичербаєво
Чичерба́єво (рос. Чичербаево) — селище у складі Новокузнецького району Кемеровської області, Росія. Входить до складу Красулинського сільського поселення.
Стара назва — Чечербаєва.

## Населення
Населення — 331 особа (2010; 350 у 2002).
Національний склад (станом на 2002 рік):
- росіяни — 97 %